# Sammetskantad guldstekel
Sammetskantad guldstekel (Chrysis subcoriacea) är en stekelart som beskrevs av Linsenmeier 1959. Arten ingår i släktet eldguldsteklar (Chrysis) och familjen guldsteklar (Chrysididae). Enligt den finländska rödlistan är arten nära hotad i Finland. Arten är reproducerande i Sverige. Arten fick sitt svenska trivialnamn 2019.